# 桄榔圍盾介殼蟲
桄榔圍盾介殼蟲（学名：Fiorinia arengae）为盾介殼蟲科圍盾介殼蟲屬下的一个种。